# Marauçan
Marauçan (en francès Maraussan) és una vila occitana, del Llenguadoc, situada al departament de l'Erau i la regió d'Occitània. En francès, els seus habitants són anomenats maraussanais.